# Parque natural de Izki
El Parque Natural de Izki se encuentra situado en la denominada Cuadrilla de la Montaña Alavesa, al sureste del Territorio Histórico de Álava en la comunidad autónoma de País Vasco, España.

## Geografía
El parque natural de Izki posee una extensión de 9143 ha articuladas en torno al melojar (Quercus pyrenaica) que ocupa la cubeta arenosa formada por el río que le da nombre. Fue declarado parque natural en 1998 a través del Decreto 65/98 de 31 de marzo.
Al norte limita con los Montes de Vitoria, al este con el río Berrón, al sur con los valles de la parte baja de la sierra de Cantabria y al oeste con el Condado de Treviño (Provincia de Burgos). El único núcleo poblado dentro de los límites del parque es Corres, y en él se encuentra el Centro de Interpretación del parque natural de Izki.

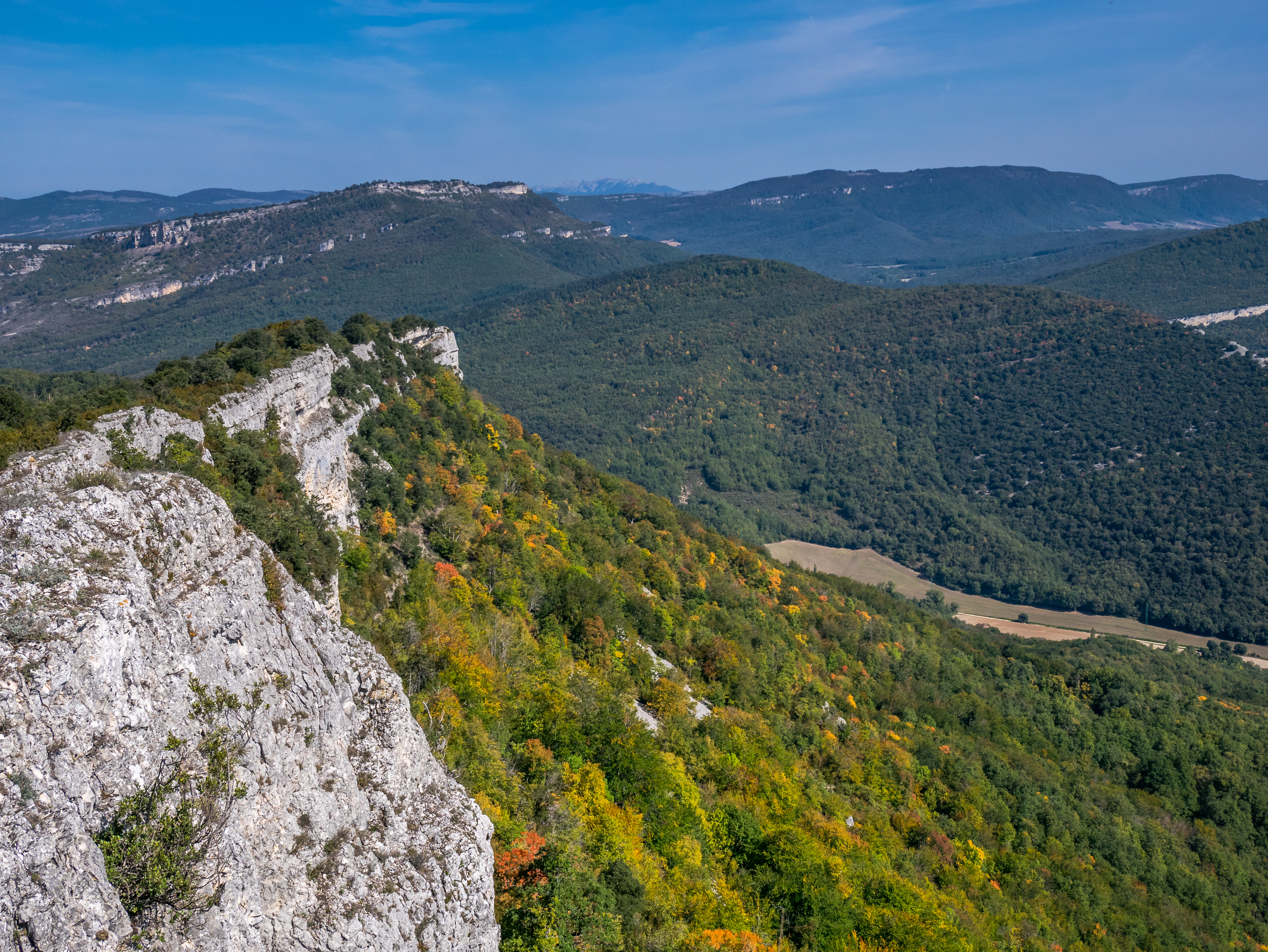
Vistas desde el monte Soila.

La máxima altitud de la zona es el monte Kapildui, con 1177 m s. n. m., siendo su cota mínima la parte más baja del río Izki, y 800 m s. n. m. la media del parque. Igualmente, destacan cotas como San Cristóbal (1057 m), San Justi (1028 m), Muela (1055 m), Soila (990 m), Belabia (970 m) y Mantxibio (937 m).
Respecto a la división administrativa, el territorio del parque natural de Izki pertenece a tres municipios: Arraya-Maestu con una superficie de 3592 ha (39,56 % de la superficie del parque), Bernedo con una superficie de 4992 ha (54,97 %) y por último, Campezo con 497 ha (5,47 %). A su vez, estos tres municipios se articulan en 13 Juntas Administrativas: Antoñana, Apellániz, Arlucea, Atauri, Bujanda, Corres, Maestu, Marquínez, Quintana, San Román, Urarte, Urturi y Vírgala.
- Toponimia

A mediados del siglo XIX, Pascual Madoz describe en el noveno volumen del Diccionario geográfico-estadístico-histórico de España y sus posesiones de Ultramar dos montes diferenciados, uno con el nombre de «Izqui de Abajo» y otro con el de «Izqui de Arriba». El primero figura descrito con las siguientes palabras:

IZQUI DE ABAJO: monte en la prov. de Alava, part. jud. de Salvatierra: es propiedad de Apellaniz, Corres, San Ramon de Campezu, Quintana, Marquinez y Arlucea, cuyos pueblos forman una faja, en cuyo centro se halla enclavado: su estension es de 2 leg. de E. á O. y 
1 de N. á S.: es feracísimo y está muy poblado de robles que los produce escelentes de tres géneros, de hayas, tejos, álamos, olmos, manzanos silvestres, plantas medicinales y la mas fina camamila ó manzanilla; hace cosa de un siglo podia haber dado madera de construccion para una cuadra; pero las guerras, los incendios de los pastores, el mucho carboneo para surtir la Rioja y el abandono de los pueblos, lo han puesto en la mayor decadencia. caminos: ademas del vecinal de Corres y Quintana que conduce á Marquinez, hay el principal que de Salvatierra y sus alrededores viene por Guereñu y Ullibarri, pasa por Maestu y va á la Rioja y Logroño, dejando á su der. el valle y barranca de Bernedo; otro menos frecuentado parte de Virgala mayor, pasa por Apellaniz y se empalma con el mencionado en el mismo Izqui, en el sitio llamado Aguamayor. Dos arroyos nacen al estremo del monte entre N. y O., y tienen dos puentecitos de madera para su tránsito; luego se unen cerca del campo de Corres formando el r. Izqui que desagua en el Ega mas abajo de Antoñana, despues de dar movimiento al molino harinero del ultimo espresado pueblo; cria truchas pequeñas, anguilas y cangrejos de esquisito gusto. Cuando el monte estaba en su auge, encerraba en su seno abundancia de osos, tigres, jabalíes, lobos, corzos y otros animales; mas en la actualidad abundan las perdices y otras especies, apareciendo de vez en cuando algunos lobos procedentes del monte Urbasa. En 1843 quiso el marques de Casafuerte tomar posesion del monte, fundando su pretension en cierto tributo que pagaban los pueblos limítrofes en tiempos del feudalismo; pero fué desestimada su demanda por el juzgado de Salvatierra. Para gobierno del monte se observa una ordenanza desde tiempo inmemorial: en Apellaniz reside un alcalde llamado de Cédulas, cada pueblo tiene su montanero y todos reunidos forman la junta; la ordinaria y general se celebra el 30 de mayo de cada año, en el mismo monte y concavidad de una peña denominada la Reneta (no hay ningun edificio en el monte); un guarda merino está destinado á u custodia: los libros de actas se conservan en el archivo de Apellaniz que tiene dos llaves, una que está en poder del presidente y la otra alternativamente en los demas lugares.
(Madoz, 1847a, p. 475)

Y del segundo se dice esto otro:

IZQUI DE ARRIBA: monte en la prov. de Alava, part. jud. de Salvatierra: se halla enclavado entre el de Izqui de Abajo y los pueblos de Quintana, Urturi, Obecuri, Bajauri, Albaina, Pariza (pertenecen los 4 últimos á la prov. de Burgos, part. jud. de Villarcayo), Urarte y Marquinez, de los cuales es propio y comunero. su circunferencia se estiende 3 leg. de E. á O. y 2 1/2 de N. á S.: está poblado de roble bajo, otaca, espino, álamos negros y blancos. Las aguas del monte dan orígen á los arroyos Arizulo é Izquerram que descienden hacia el E. y crian cangrejos, algunas truchas y anguilas, reuniéndose muy luego al r. Izqui: tambien hay 2 lagunas, sit. la una en la peña de Azcorri, y la otra denominada el Azcanduz; ambas crian sanguijuelas. Sobre caza V. Izqui de Abajo. Para su régimen hay una ordenanza particular, en conformidad de la cual existe en cada pueblo un alcalde montanero, alternando entre ellos el denominado de Cédulas: para la custodia material hay ademas un guardamerino. Las juntas anuales de San Fernando se celebran en la peña llamada Martinerri, cuando el alcalde de Cédulas reside en Quintana, Urturi, Obecuri y Bajauri; y en la de Azcorri, cuando el tal se halla en Albayna, Pariza, Urarte y Marquinez: el archivo de papeles relativos al monte, existe en la igl. de Urarte.
(Madoz, 1847b, p. 475)

## Climatología
El parque natural de Izki se encuentra en una zona de transición entre el dominio atlántico y el mediterráneo. Los vientos dominantes, procedentes del noroeste, encuentran a su paso sucesivas barreras orográficas antes de alcanzar Izki, lo que no impide que en la zona las precipitaciones anuales varíen entre los 600-800 mm y constituyan un ombroclima que se sitúa en los niveles de subhúmedo a húmedo, con una sequía estival de más de un mes de duración. 
Las cotas de altitud, con una media de 800 m, determinan la existencia de inviernos fríos y veranos templados, con una temperatura media anual de 11 °C y escaso periodo libre de heladas. Por tanto, la zona quedaría englobada en el denominado termotipo montano.

## Vegetación

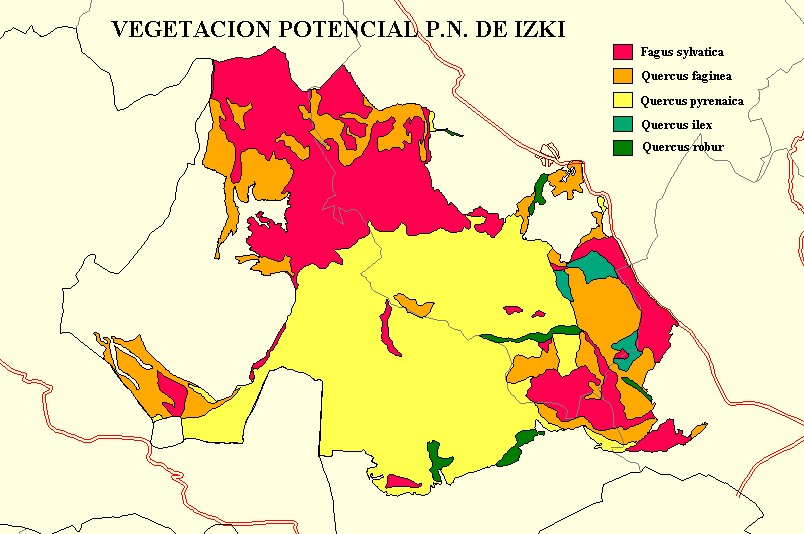
Mapa de la vegetación potencial.

La vegetación potencial del parque natural de Izki corresponde a bosques de frondosas. El intenso y antiguo uso de los recursos naturales de la zona, ha provocado una sensible disminución de las formaciones boscosas naturales para dar lugar a etapas degradadas o formaciones de origen antrópico. A pesar de todo, el bosque de Izki es una de las formaciones de melojo mejor conservadas del mundo, presentando una cubierta forestal arbolada de 7297 ha.
Las masas boscosas están dominadas por la presencia del roble melojo (Quercus pyrenaica) que constituye el bosque natural más extenso. Esta especie se asienta sobre la cubeta del río Izki, en suelos arenosos, bien drenados y edificados sobre sustrato silíceo, en ambientes soleados y poco neblinosos. La localización del parque, a caballo entre el clima mediterráneo y atlántico, favorece que se den las condiciones propicias para la existencia de considerables superficies de melojar. Esto, unido a la fuerte insolación y sequedad atmosférica, le dan ventaja sobre el haya (Fagus sylvatica) y la escasa retención de agua en el suelo le permiten prosperar sin la competencia del roble pedunculado (Quercus robur). La extensión del melojar es de 3498 ha, abarcando el 47,94 % de la superficie arbolada total.
El hayedo (Fagus sylvatica) es el segundo bosque natural en extensión, ocupando 2003 ha, que representan el 27,45 % del estrato arbóreo. Ocupa suelos neutros o moderadamente ácidos, sobre sustratos con altos contenidos en carbonatos y se extiende por las montañas que bordean el melojar. También aparecen algunas pequeñas manchas de hayedo acidófilo intercaladas en el interior del parque.
Los quejigales subcantábricos (Quercus faginea) alcanzan su máximo desarrollo en la zona caliza entre Korres y Bujanda, así como alrededor de Arlucea. En general, su estado de conservación es bastante precario, tratándose de árboles muy jóvenes. Son típicos de climas subhúmedos, con precipitaciones anuales entre 600-900 mm y sequía estival breve. Necesitan suelos frescos y con buena retención de agua, ocupando terrenos arcillosos o margosos. Por debajo de los 650 m son sustituidos por el quejigal mediterráneo. En ocasiones se les ve acompañados de robles pubescentes (Quercus pubescens), arces (Acer campestre), acebos (Ilex aquifolium), etc. Los quejigales constituyen el 15,35 % de la superficie arbolada con 1120 ha.

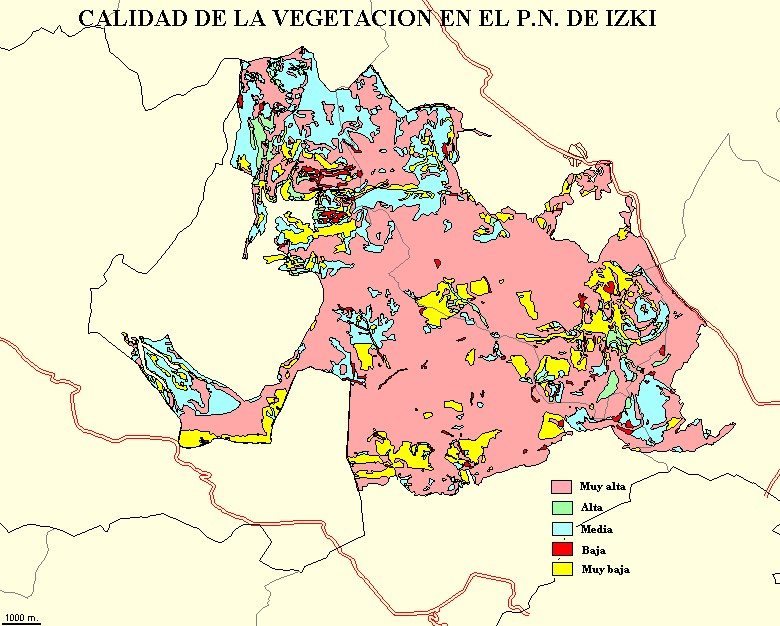
Mapa de calidad de la vegetación.

Por último, cabe destacar la presencia de abedulares (Betula pendula), robledales (Quercus robur) y encinares (Quercus ilex) que, pese a no ocupar grandes extensiones, se ubican en masas mixtas de gran interés por la diversidad ecológica y paisajística que ello implica. El conjunto de estas formaciones suman 242 ha, constituyendo un escaso 3,32 % de la superficie total arbolada.
Aparte de los bosques descritos y como consecuencia de su destrucción y de la antropización de la zona, aparecen comunidades de plantas foráneas como las repoblaciones de coníferas que, aunque poco frecuentes, pueblan algunas manchas dentro del melojar. Estas repoblaciones consisten básicamente en abeto de Douglas (Pseudotsuga menziesii) y pino albar (Pinus sylvestris). Los roturos y las escasas fincas presentes en el parque natural están cultivadas como cereal o como pasto para el ganado.

## Montaña y senderismo
Debido a la riqueza natural y los suaves desniveles del terreno, este territorio ofrece recorridos de gran interés paisajístico. Entre ellos se pueden destacar:
- La ascensión desde San Román al monte Muela (40').
- La ascensión desde Antoñana a Soila atravesando un bosque con las distintas especies de árboles catalogadas, entre las que sobresalen un tilo y un tejo (agin) de gran antigüedad y envergadura.
- El acantilado de Bujanda a Corres.
- La ascensión de Marquinez al monte Belabia y la visita a las cuevas artificiales. 
- La excursión desde Apellaniz a Arluzea pasando por los montes San Cristóbal y San Justi.
- La ascensión del Pto. de Azáceta a Kapildui.